# Bill Eckersley
William "Bill" Eckersley (Southport, 16 de julho de 1925 - 25 de outubro de 1982) foi um futebolista inglês, que atuava como defensor.

## Carreira
Bill Eckersley fez parte do elenco da Seleção Inglesa de Futebol que disputou a Copa do Mundo de 1950 no Brasil.

## Ligações Externas
- Perfil em FIFA.com (em inglês)